# Salome Zurabiszwili
Salome Zurabiszwili (gruz. სალომე ზურაბიშვილი, fr. Salomé Zourabichvili; ur. 18 marca 1952 w Paryżu) – francusko-gruzińska polityk i dyplomatka, minister spraw zagranicznych Gruzji w latach 2004–2005, w latach 2018–2024 prezydent Gruzji.

## Życiorys

### Młodość i edukacja
Urodziła się w Paryżu w 1952, w rodzinie gruzińskich emigrantów politycznych przybyłych do Francji po radzieckim podboju Gruzji w 1921. Uczęszczała do prestiżowej francuskiej szkoły: Instytutu Nauk Politycznych w Paryżu (Sciences Po). W latach 1972–1973 uczyła się na Uniwersytecie Columbia w Nowym Jorku.

### Kariera dyplomatyczna
W 1974 dołączyła do francuskich służb dyplomatycznych. W czasie swej kariery dyplomatycznej pełniła funkcje sekretarza w ambasadach Francji w Rzymie (1974–1977), Waszyngtonie (1984–1988) oraz w Ndżamenie (w Czadzie; 1989–1992). Zajmowała również stanowisko sekretarza francuskiej stałej misji przy ONZ (1977–1980), KBWE (1988–1989), NATO (1992–1993) oraz UZE (1993–1996).
W latach 1996–2001 pracowała w paryskiej centrali francuskiego Ministerstwa Spraw Zagranicznych. Od 2001 do 2003 była dyrektorem Wydziału Spraw Międzynarodowych i Strategicznych Generalnego Sekretariatu Obrony i Bezpieczeństwa Narodowego (od 2002 roku na urlopie – détachement). W 2003 została mianowana ambasadorem Francji w Tbilisi. Wcześniej była po raz pierwszy w Gruzji w 1986 w czasie urlopu w pracy.

### Działalność polityczna

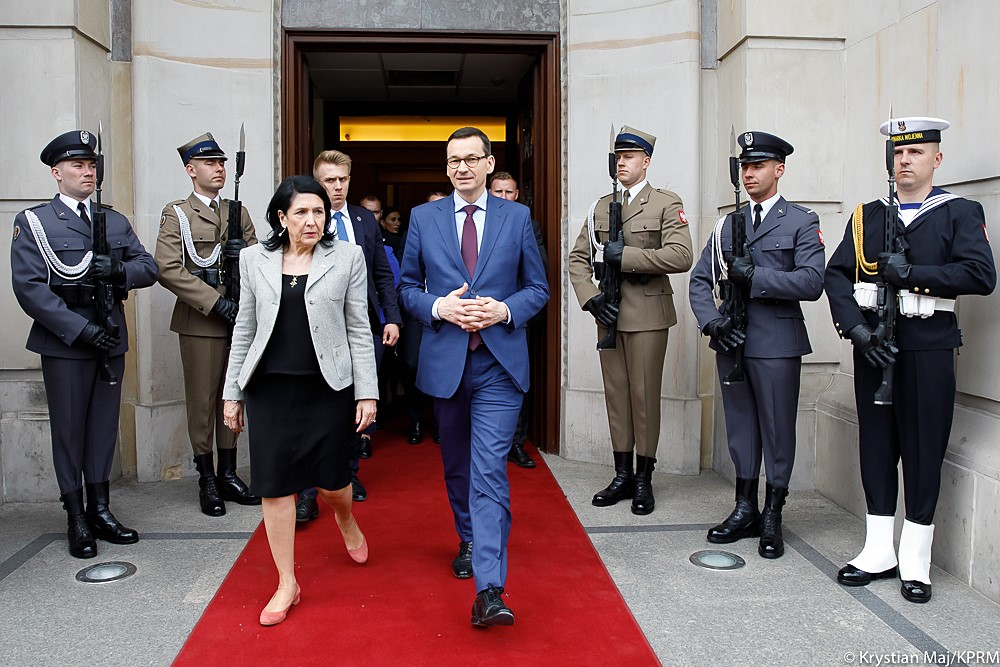
Wizyta Prezydent Gruzji w Polsce

18 marca 2004 prezydent Micheil Saakaszwili mianował ją ministrem spraw zagranicznych w nowym rządzie. Zurabiszwili została pierwszą kobietą na tym stanowisku.
Z funkcji ministra została odwołana przez premiera Zuraba Nogaidelego 19 października 2005, po serii debat w parlamencie. Krótko przed ogłoszeniem jej dymisji Zurabiszwili zrezygnowała z pracy we francuskich służbach dyplomatycznych, od których ciągle otrzymywała wynagrodzenie, także w czasie pełnienia funkcji ministra. Ogłosiła również, iż pozostaje w Gruzji na stałe oraz zamierza zaangażować się w politykę.
W listopadzie założyła organizację Ruch Salome Zurabiszwili. W styczniu 2006 ogłosiła powstanie nowej partii politycznej: Droga Gruzji. W wyborach lokalnych w październiku 2006 Zurabiszwili ubiegała się o fotel burmistrza Tbilisi. Jednak pomimo korzystnych sondaży przedwyborczych, otrzymała tylko 2,8% głosów poparcia.
W 2018 jako kandydatka bezpartyjna popierana przez rządzące Gruzińskie Marzenie ubiegała się o urząd prezydenta w wyborach prezydenckich. W pierwszej turze otrzymała 38,64% głosów. W drugiej turze odbywającej się 28 listopada otrzymała 59,6% głosów i wygrała wybory, pokonując Grigola Waszadzego. Organizacja Bezpieczeństwa i Współpracy w Europie, obserwująca wybory, wskazała na duże zaangażowanie rządzącej partii i aparatu państwa w wynik wyborów oraz negatywny, agresywny charakter kampanii wyborczej. 16 grudnia 2018 jako pierwsza w historii kobieta została zaprzysiężona na prezydenta Gruzji.
W trakcie kadencji prezydenckiej drogi polityczne Salome Zurabiszwili i Gruzińskiego Marzenia rozeszły się. W 2023 Gruzińskie Marzenie zainicjowało m.in. procedurę impeachmentu prezydent, jednak inicjatywa nie zakończyła się powodzeniem. Z kolei w trakcie obywatelskich protestów przeciwko rządowej inicjatywie wymierzonej w organizacje pozarządowe przepisów, Salome Zurabiszwili zawetowała ustawę forsowaną przez rząd oraz ostrzegła przed wzrostem wpływów rosyjskich w Gruzji. Po wyborach parlamentarnych w 2024 roku zapowiedziała, że nie złoży mandatu do czasu wybrania jej następcy przez „legalny parlament”. Po wyborze Micheila Kawelaszwilego na prezydenta Gruzji zakwestionowała legalność procesu wyborczego. Zapowiadała, że nie opuści urzędu, ani prezydenckiej rezydencji. 29 grudnia 2024 po konferencji prasowej przed wejściem do Pałacu Orbeliani dobrowolnie opuściła jego teren i dołączyła do protestujących. Określiła inaugurację Kawelaszwilego „parodią” i stwierdziła, że to ona posiada legitymację do dalszego sprawowania urzędu.

## Życie prywatne
Ma dwoje dzieci z pierwszego małżeństwa. Jej drugim mężem był gruziński dziennikarz i dysydent, Dżanri Kaszia (1939–2012). Biegle mówi po gruzińsku i francusku, zna angielski, niemiecki i włoski.